# سیارک ۱۵۰۴۱
سیارک ۱۵۰۴۱ (به انگلیسی: 15041 Paperetti، نامگذاری:1998XB5) پانزده هزار و چهل و یکمین سیارک کشف شده‌است که در ۸ دسامبر ۱۹۹۸ کشف شد.
قدر مطلق سیارک برابر ۱۴٫۸۰ است.